# The Chaos Factor
The Chaos Factor é un film statunitense del 2000 diretto da Terry Cunningham.

## Trama
L'ufficiale dell'Intelligence militare Jack Poynt sta indagando su alcuni intrighi avvenuti durante il raid commesso dalla CIA in Cambogia nel 1972 dove sono stati torturati e uccisi molti civili, ma con queste scoperte si mette in pericolo dal suo ex superiore Max Camden.